# Cipela
«Cipela» (Zapato) es una canción por el cantante Marko Kon y el acordeonista serbio Milan Nikolić. Representará a Serbia en la Festival de la Canción de Eurovisión 2009, que tendrá lugar en Moscú, Rusia.
La festival nacional de canciones Beovizija fue la plataforma para elegir el representante serbio.